# Surinams flag
Surinams flag består af fem horisontale felter: to grønne felter øverst og nederst, to smalle hvide felter (halvparten af de grønne) og et bredt rødt felt i midten (dobbelt så bredt som det grønne). I midten af det røde felt, er en stor gul stjerne.
Stjernen symboliserer enigheden mellem etniske grupper, det røde symboliserer fremgang og kærlighed, det grønne står for håb og frugtbarhed, og det hvide står for fred og retfærdighed. Flaget blev indført 25. november 1975, da landet blev en selvstændig stat.
I præsidentens flag er Surinams nationalvåben indsat på hvid baggrund i midten af det røde felt.

## Hollandsk Guyanas flag
Før uafhængigheden brugtes et hvidt flag med fem kulørte stjerner forbundet med en ellipse. Stjernerne repræsenterede de vigtigste etniske grupper i Surinams befolkning: indianerne, de europæiske kolonisatorer, de afrikanske slaver samt hinduer, javanesere og kinesere, der kom som kontraktarbejdere. Ellipsen skulle symbolisere det harmoniske forhold mellem grupperne. Guvernørflaget fulgte samme mønster som guvernørflaget for de Nederlandske Antiller, nemlig øverst og nederst rød-hvid-blå og i midten et hvidt felt, hvori områdets flag.
- Nationalflag 1959-1975
- Governørflag
- Premierministerflag 1975-1988

| Flag | Spire Denne artikel om flag eller vexillologi er en spire som bør udbygges. Du er velkommen til at hjælpe Wikipedia ved at udvide den. |